# Aechmea strobilacea
Espèce
Classification phylogénétique
Aechmea strobilacea est une espèce de plantes à fleurs de la famille des Bromeliaceae qui se rencontre de l'Équateur au Pérou

## Synonymes
- Chevaliera strobilacea (L.B.Sm.) L.B.Sm. & W.J.Kress[1].

## Distribution
L'espèce se rencontre de l'est de l'Équateur au nord du Pérou.